# Hilversumse Meent
De Hilversumse Meent is een afgezonderde woonwijk of buurtschap binnen de gemeente Hilversum. Zij is gelegen ten noordwesten van Hilversum en ten westen van Bussum, en beslaat 110 ha. Tussen de Meent en Hilversum zelf ligt het Spanderswoud, een bosgebied van ca. 200 ha.
 Bestuurlijk behoort de Meent tot de gemeente Hilversum, maar ruimtelijk en sociaal-economisch is ze nauwer verbonden met Bussum. Vanwege haar bijzondere ligging en eigen karakter bezit de Meent kenmerken van een 'moderne buurtschap'. Het geheel herinnert ook enigszins aan een brinkdorp.
In 2005 woonden er circa 4300 mensen.

## Naam
Op een plattegrond van de gemeente Hilversum uit 1867, opgenomen in de Gemeente-atlas van Nederland (1871), heet het gebied Gooische Meent, maar op de Kaart van Gooyland uit 1750 staat het vermeld als Hilversumsche Weyde. Op de Carte Nouvelle de la Comté de Hollande et de la Seigneurie d'Utrecht, ook uit 1750, staat op de huidige locatie de Bussemer Meent vermeld, die naast de toenmalige Hilversumse Meent moet hebben gelegen.

### Bebording
Een uitvloeisel van de bijzondere ligging van de Meent (zie hierna) is, dat zij is voorzien van eigen, blauwe plaatsnaamborden (komborden), in plaats van een blauw plaatsnaambord 'Hilversum', met daaronder een wit wijkbord 'Hilversumse Meent'.

## Ligging

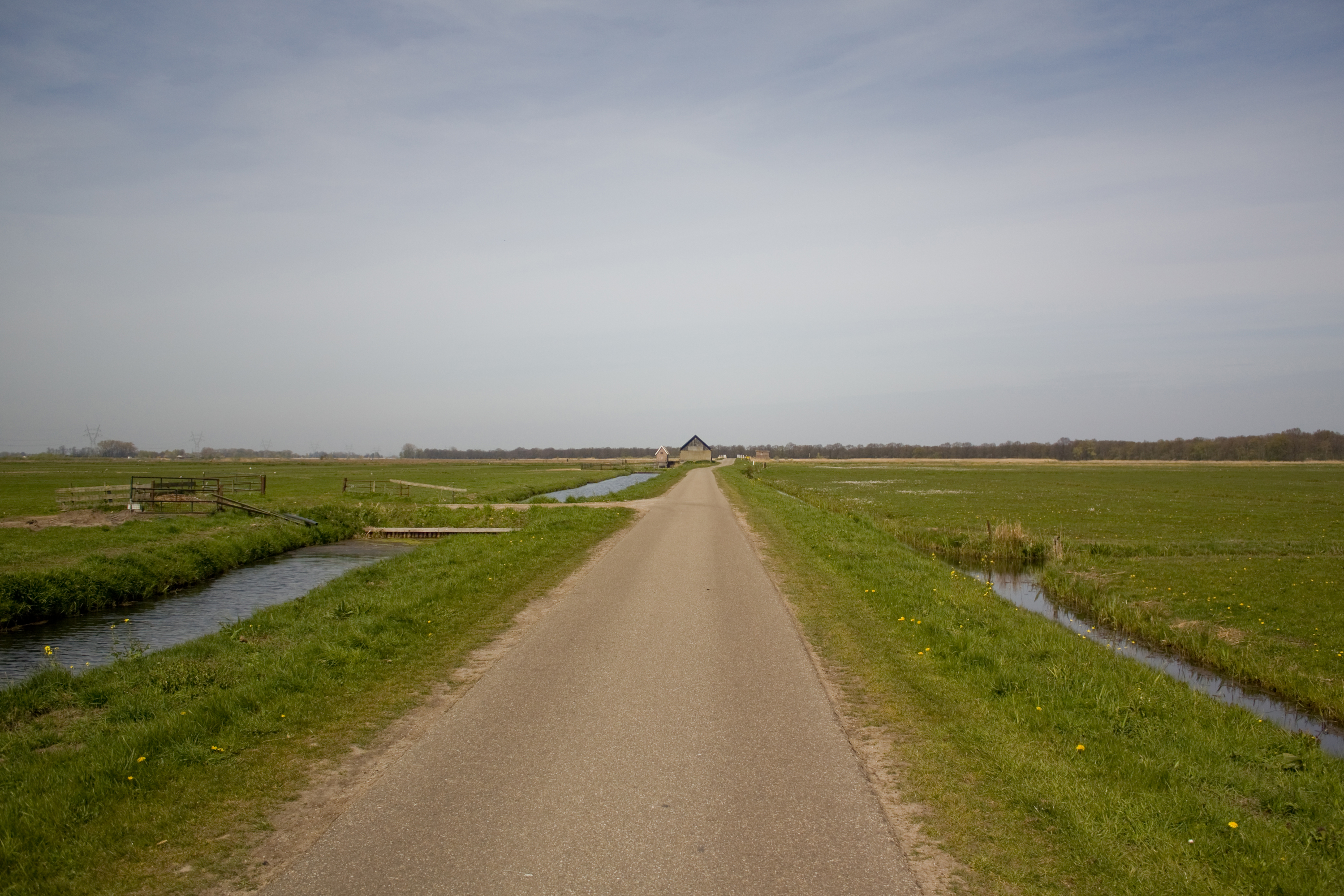
De Melkmeent in de onbebouwde Hilversumse Bovenmeent. Op de achtergrond de sluis op de Karnemelksloot

De bebouwde Hilversumse Meent ligt bijna als een exclave, vrijwel ingesloten door andere gemeenten, en alleen door een smalle verbinding met het overige grondgebied van de gemeente Hilversum verbonden. Deze bijna puntsgewijze verbinding ligt ten zuiden van de wijk aan de Franse Kampweg, aansluitend op het bosgebied Bantam.
Over de gehele oostzijde grenst de Hilversumse Meent aan Bussum, gemeente Gooise Meren, waar de grens gevormd wordt door de historische houtwal, de Koedijk. De wijk is veel dichter bij de bebouwde kom van Bussum gelegen dan bij die van Hilversum. Ze wordt van de Bussumse wijk Het Spiegel slechts gescheiden door enkele kleinere weidegebieden die onderdeel van de Bussumse Meent vormen, de voormalige zanderij Cruysbergen, en het Gijzenveen. De wijk ligt ook dichter bij de Bussumse spoorstations (Naarden-Bussum en Bussum-Zuid) dan bij de Hilversumse stations.
In het westen sluit de Hilversumse Meent met haar niet bebouwde noordwestelijke deel, het polder-natuurgebied Hilversumse Bovenmeent, aan op het natuurgebied Naardermeer. Natuurmonumenten, de eigenaar van het Naardermeer, heeft in 1996 deze Hilversumse Bovenmeent afgegraven, waarna het waterpeil er is verhoogd.

## Bebouwing

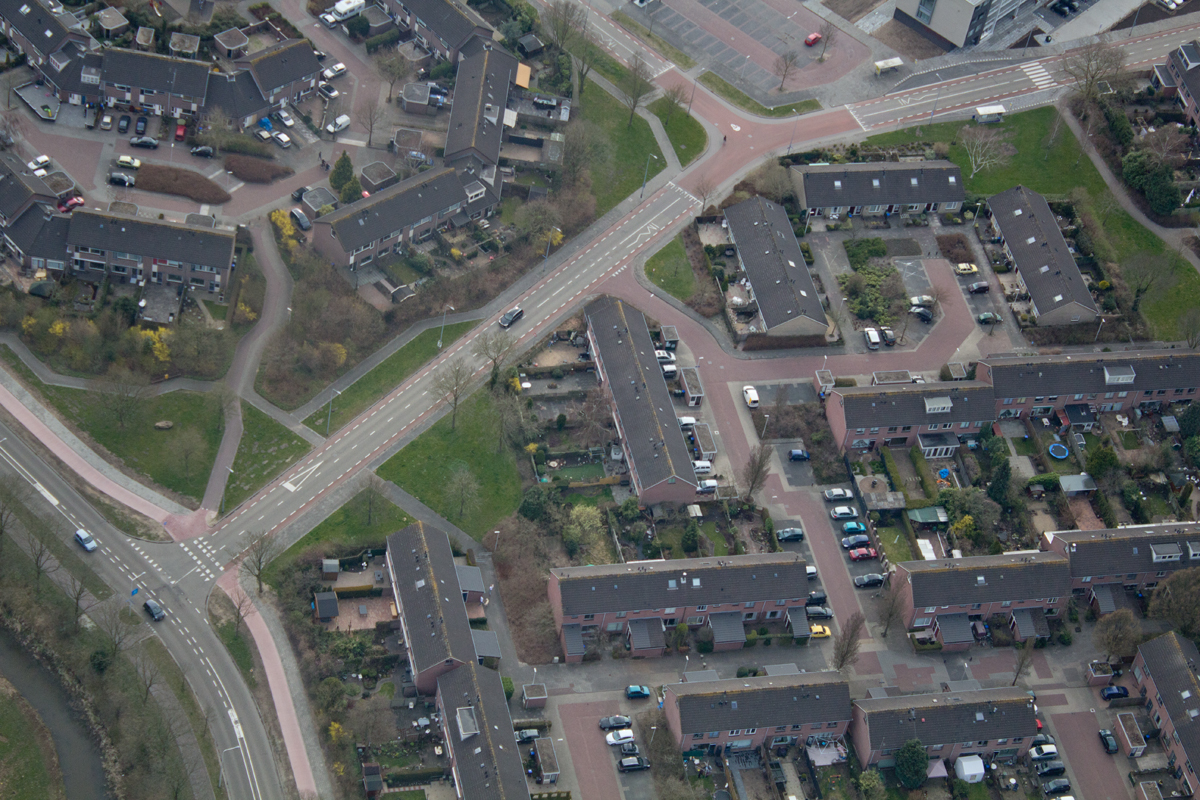
De omgeving van de Zeggemeent en de Noordermeent vanuit de lucht. Duidelijk zichtbaar is de woonwijkstructuur ("Bloemkoolwijk").

De Hilversumse Meent is gebouwd op de voormalige meentgronden van Hilversum, die tot de gemeenschappelijke weiden van de Erfgooiers behoorden (zie onder). Dit deel van de meent werd bebouwd in de periode 1974-1978. Rond de hele wijk ligt een groengordel van 21 ha., waarvan 4 ha. water in de vorm van een landschappelijke singel. In het midden van de wijk ligt de Wandelmeent, waaraan het eerste centraal wonen-project (woongroep) in Nederland werd gebouwd (met 50 woningen).
De Meent is een zogeheten bloemkoolwijk, waarbij kenmerkend is dat er vrijwel nergens traditionele rechte straten liggen, het hele wijkplan is uitgevoerd in een kronkelend patroon. Het  bestaat voornamelijk uit woonerf-achtige straten, genoemd naar insecten en planten (zoals de Bijenmeent en de Bloemenmeent). Daarnaast zijn er nog de Wandelmeent, Noordermeent en Zuidermeent.

## Geschiedenis
Het weidegebied strekte zich uit van 's-Graveland tot aan de Uitermeer bij Weesp, in totaal ongeveer 350 hectare. Het kwam in bezit van de Erfgooiers, een vereniging van Gooise boeren die uit hoofde van het feit dat zij al van vader op zoon hun vee op deze gebieden (meentgronden – vandaar de naam van de wijk) lieten weiden, gemeenschappelijk eigenaar waren van deze gronden. Buitenstaanders – niet-Gooiers – konden geen gebruik maken van deze gronden. In 1912 maakte de Erfgooierswet hier een einde aan. De Erfgooiers-vereniging Vereniging Stad en Lande van Gooiland kreeg 3300 ha. meentgronden in eigendom. Voorstellen van de Rijksoverheid om de Hilversumse Meent in een fusie met Naarden en Bussum te betrekken (1920), en vervolgens van Bussum om het bij deze gemeente te voegen (1924), haalden bakzeil.
In verband met het streekplan Gooi en Vechtstreek werd in 1963 het besluit genomen de Erfgooiers-vereniging te ontbinden. Toen dit besluit in 1971 werd bekrachtigd, waren er nog 5040 erfgooiers, van wie slechts 149 schaargerechtigd (boeren die de grond beweidden). De grond werd door Hilversum via een onteigeningsprocedure aangekocht, in totaal 90 hectare.
In het streekplan Gooi en Vechtstreek van 1965 stond het voornemen om in de Hilversumse Meent 5000 woningen te gaan bouwen. Dit plan stuitte op veel verzet, onder meer van Natuurmonumenten, en kon door ingrijpen van de toenmalige minister Herman Witte niet aanstonds worden gerealiseerd. In 1969 werd een compromis gevonden, het zogenoemde 'Gooiakkoord', waarbij naast de gemeenten Bussum en Hilversum ook de provincie en het Gewest Gooiland betrokken waren. Op het oostelijk deel van de Hilversumse Meent werd nu voorzien in de mogelijkheid van bebouwing met 1500 tot 2000 woningen, welk aantal uiteindelijk werd bepaald op 1661, waarvan bijna even veel woningwetwoningen als koopwoningen. Er zou bovendien slechts laagbouw komen. Om de weilandgrond bouwrijp te maken moest er 550.000 m³ aan zand worden aangevoerd, dat gewonnen werd uit de Vechtplassen.

## Fotogalerij

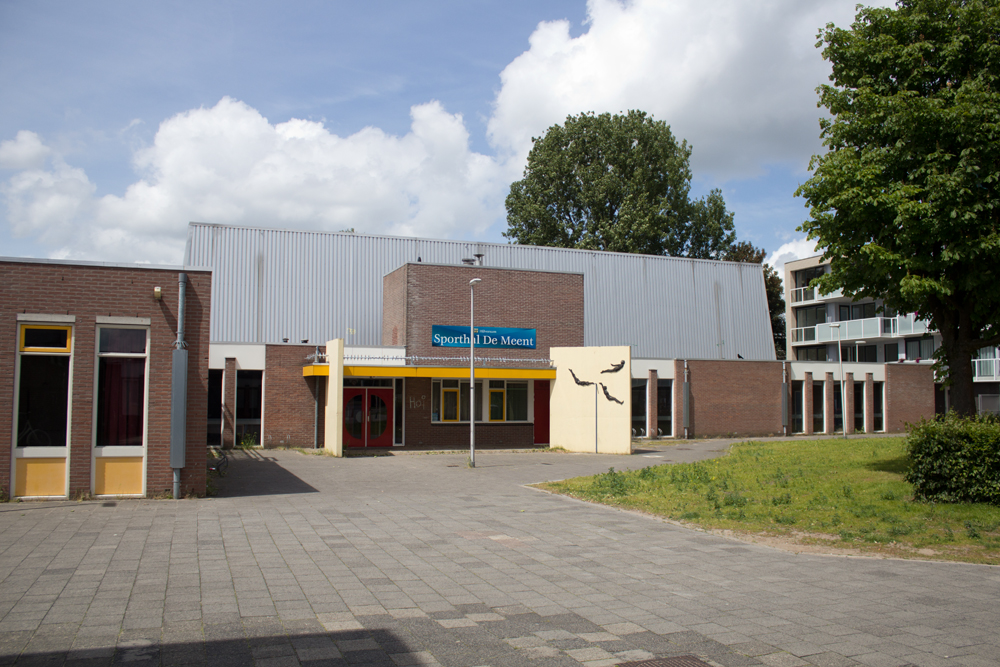
Sporthal
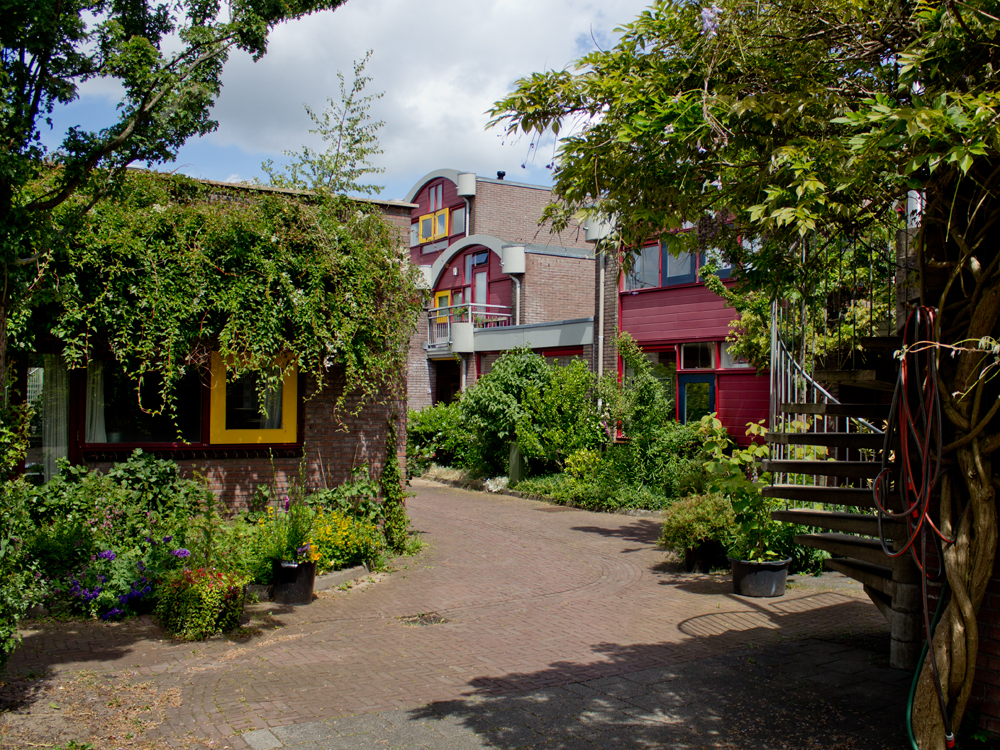
Wandelmeent
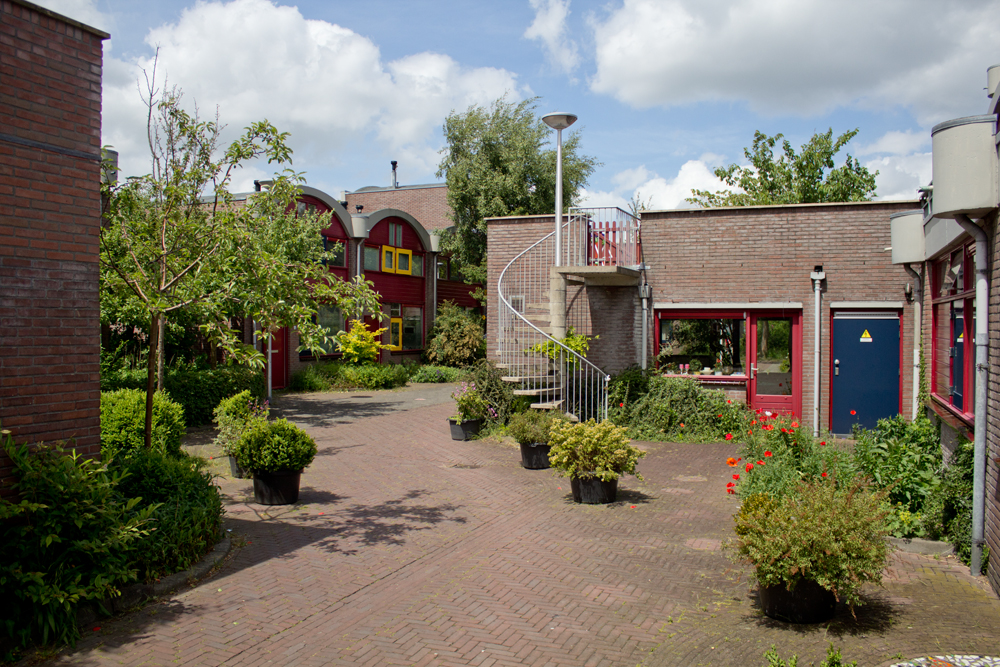
Wandelmeent
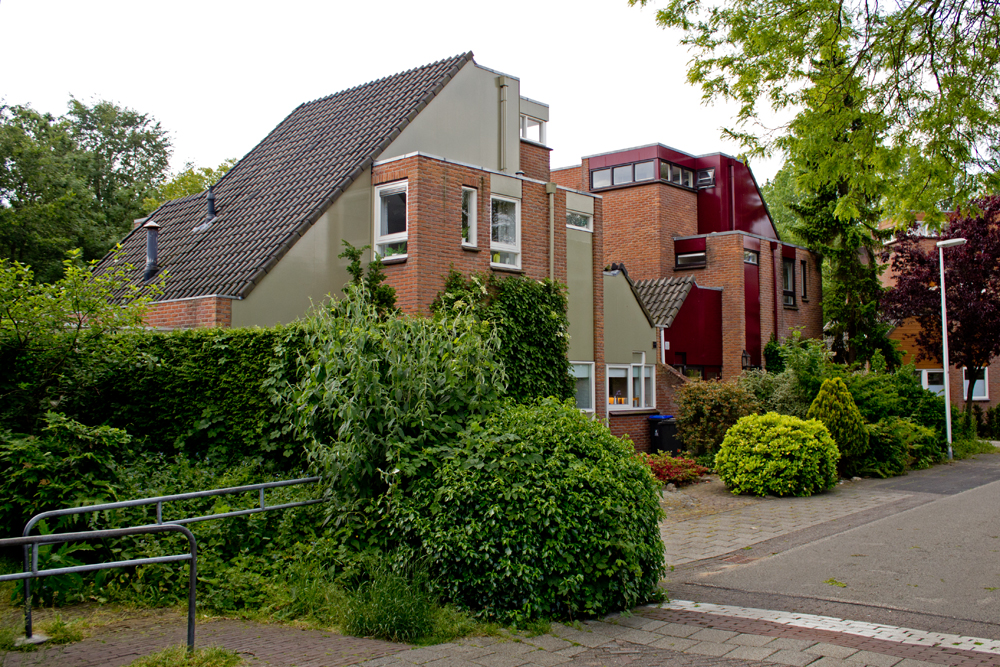
Meikevermeent

Hoofdplaats: Hilversum     
Buurtschappen: Egelshoek · Hilversumse Meent
Noord-Holland: Steden en dorpen      Nederland: Provincies · Gemeenten